# Genski pomak
Ne valja brkati s antigenskim driftom ili antigenskim pomakom.
Genski pomak (nepreporučeni naziv: genski drift ili alelni drift), promjena frekvencije genske varijante (alela) u populaciji zbog slučajnog uzorkovanja.
Aleli u potomstvu čine uzorak onih u roditelja, a ulogu u određivanju hoće li određena jedinka preživjeti i razmnožiti se ima puka slučajnost. Alelna frekvencija neke populacije jest omjer kopija jednog gena koji poprima određen oblik. Genski pomak može uzrokovati da varijante gena potpuno iščeznu i stoga smanje gensku varijaciju.
Kada postoji nekoliko kopija jednog alela, efekt je genskog pomaka veći, a kada postoji mnogo kopija, efekt je manji. Žustra se debata razvila o relativnoj važnosti prirodne selekcije nasuprot neutralnim procesima uključujući genski pomak. Ronald Fisher smatrao je da genski pomak ima uglavnom manju ulogu u evoluciji i to je ostalo dominantnim zorom nekoliko desetljeća. Godine 1968. Motoo Kimura iznova je užgao debatu sa svojom neutralnom teorijom molekularne evolucije koja tvrdi da je većina slučajeva u kojima se genska promjena širi unutar populacije (premda nužno ne mijenja fenotipove) uzrokovana genskim driftom.

## Više informacija
- alopatrijska specijacija
- antigenski pomak
- genska zaliha
- populacija malene veličine
- neutralna teorija molekularne evolucije
- teorija koalescencije